# 小行星2880
小行星2880（2880 Nihondaira）是一颗围绕太阳公转的小行星。1983年2月8日，關勉在藝西天文台发现了此天体。
該小行星以日本靜岡縣的日本平命名。
这颗小行星的绝对星等为246.8435853881329等。